# Korti
Korti es una ciudad del Sudán ubicada en la provincia de Ash-Shamaliyah, cerca 
de la desembocadura del uadi Muqaddam a 250 km al norte de Jartum. 

## Historia
En fuentes romanas aparece como Cadetum, Cadata o Coetum.
Durante la Guerra Anglo Sudanesa tuvo lugar en las cercanías de Korti 1885 la Batalla de Abu Klea entre las tropas británicas y los mahdistas.